# فوزی مسونی
فوزی مسونی (انگلیسی: Fawzi Moussouni؛ زادهٔ ۸ آوریل ۱۹۷۲) بازیکن فوتبال، و سرمربی (فوتبال) اهل الجزایر است.
از باشگاه‌هایی که در آن بازی کرده‌است می‌توان به باشگاه فوتبال مولودیه الجزایر، باشگاه فوتبال القبائل، باشگاه فوتبال نصر حسین دای، باشگاه فوتبال اتحاد الجزایر و باشگاه فوتبال شباب بلوزداد اشاره کرد.